# Liste de musées égyptologiques
Ce qui suit est une liste des musées avec des collections majeures d'antiquités égyptiennes :

## Par pays

### Allemagne
- Ägyptisches Museum[1], Berlin
- Neues Museum[2], Berlin
- Musée égyptien de Bonn[3]
- Musée Roemer et Pelizaeus à Hildesheim : 8 000 objets
- Musée d'État d'Art égyptien de Munich[4] : 8 000 objets (2 000 exposés)

### Autriche
- Section égyptienne du Kunsthistorisches Museum de Vienne : 12 000 objets

### Belgique
- Section égyptienne des Musées royaux d'Art et d'Histoire (Belgique) : 11 000 objets

### Danemark
- Ny Carlsberg Glyptotek : 1 900 objets

### Égypte
- Musée gréco-romain d'Alexandrie
- Musée du Caire : 120 000 pièces
- Grand Musée égyptien (Le Caire)
- Musée de Louxor
- Musée de la momification de Louxor
- Musée de Marînâ al-‘Alamayn

### Espagne
- Musée égyptologique de Barcelone
- Antiquités égyptiennes du musée archéologique national de Madrid

### États-Unis
- Art de l'Égypte ancienne du musée d'Atlanta
- Collection d'Art du Monde antique du Musée des Beaux-Arts (Boston) : 44 000 objets
- La galerie égyptienne du musée oriental de l'université de Chicago
- Collection d'Art égyptien du musée de Cleveland
- Metropolitan Museum of Art (New York), département des Arts égyptiens : 26 000 objets

### France
- Boulogne-sur-Mer : château-musée de Boulogne-sur-Mer
- Besançon : musée des Beaux-arts et archéologie
- Figeac : musée Champollion[5]
- Grenoble : antiquités égyptiennes du musée de Grenoble : deux salles
- Le Mans : Musée de Tessé
- Limoges : musée de l'Évêché
- Lyon : musée des Beaux-Arts de Lyon : 2 600 objets (neuf salles)
- Marseille : musée d'archéologie méditerranéenne au premier étage de la Vieille Charité
- Paris : antiquités égyptiennes du musée du Louvre[6],[7] : 77 404 objets (6 000 exposés dans trente-cinq salles)
- Toulouse : musée Georges-Labit
- Roanne : Musée des Beaux-Arts et d'Archéologie Joseph-Déchelette
- Vif : musée Champollion[8]

### Grèce
- Collection d'art égyptien du musée d'Athènes[9] :

6 000 objets (1 100 présentés dans deux salles)

### Hongrie
- musée des Beaux-Arts de Budapest : 4 000 objets

### Irlande
- National Museum of Ireland : 3 000 objets

### Italie
- Musée archéologique national de Florence[10] : 14 000 objets (onze salles)
- Musée de Turin[11] : 32 500 objets (dont 6 500 exposés)
- Musée Civique et Archéologique de Bologne : 3 500 objets
- Musée Archéologique National de Naples : 2 500 objets
- Musée archéologique de Milan

### Pays-Bas
- Musée Allard-Pierson, collection égyptienne du musée archéologique de l'université d'Amsterdam[12]
- Rijksmuseum van Oudheden de Leyde (Musée National des Antiquités) : plus de 1 400 objets présentés .

### Pologne
- Musée archéologique de Poznan

### Royaume-Uni
- British Museum, Londres : 110 000 objets
- Musée Petrie d'archéologie égyptienne, Londres : 80 000 objets
- Ashmolean Museum, Oxford : 50 000 objets
- World Museum, Liverpool : 16 000 objets
- National Museum of Scotland, Édimbourg : 6 000 objets
- Kelvingrove Art Gallery and Museum, Glasgow : 5 000 objets

### Russie
- Musée de l'Ermitage, Saint Pétersbourg : 5 500 objets
- Musée Pouchkine, Moscou : 8 000 objets

### Vatican
- Musée grégorien égyptien : sept salles

## Musées virtuels
Plus de deux millions d'objets issus de l'Égypte antique sont conservés à travers le monde, répartis dans près d'un millier de musées publics. Rassembler tous ces objets au sein d'un musée virtuel international est un but que se sont fixé plusieurs projets :
- The Global Egyptian Museum[13], réalisé sous le patronage du Comité International pour l'Égyptologie (CIPEG) du Committee of the International Council of Museums (ICOM-UNESCO) et hébergé au Center for Documentation of Cultural and Natural Heritege (CULTNAT). Il est dirigé par :
  - Dirk van der Plas, professeur d'histoire des religions antiques du Proche-Orient et l'égyptologie à l'université Radboud de Nimègue, aux Pays-Bas, directeur du Centre égyptologique assistée par ordinateur de la recherche (CCER) ;
  - Mohamed Saleh, directeur de l'Unité d'égyptologie au Grand Musée égyptien, ancien directeur du musée égyptien du Caire.
- The Virtual Egyptian Museum[14], projet commun au California Institute of World Archaeology (CIWA), basé à Santa Barbara, en Californie et la Collection Senusret.